# Pseudociboria
Pseudociboria umbrina — вид грибів, що належить до монотипового роду Pseudociboria.